# Alchemilla sordidicalyx
Alchemilla sordidicalyx é uma espécie de rosácea do gênero Alchemilla, pertencente à família Rosaceae.